# 1182
Високе Середньовіччя •  Золота доба ісламу •  Реконкіста •  Хрестові походи •  Київська Русь

## Геополітична ситуація
Імператором Візантії є Олексій II Комнін (до 1183). Фрідріх Барбаросса є імператором Священної Римської імперії (до 1190). Філіп II Август править у Франції (до 1223).
Апеннінський півострів розділений: північ належить Священній Римській імперії, середню частину займає Папська область, більша частина півдня належить Сицилійському королівству. Деякі міста півночі: Венеція, Піза, Генуя тощо, мають статус міст-республік, частина з яких об'єднана Ломбардською лігою.
Південь Піренейського півострова в руках у маврів. Північну частину півострова займають християнські Кастилія, Леон (Астурія, Галісія), Наварра, Арагонське королівство (Арагон, Барселона) та Португалія. Королем Англії є Генріх II Плантагенет (до 1189), королем Данії — Кнуд VI (до 1202).
У Києві княжить Святослав Всеволодович (до 1194). Ярослав Осмомисл княжить у Галичі (до 1187), Ярослав Всеволодович у Чернігові (до 1198), Всеволод Велике Гніздо у Володимирі-на-Клязмі (до 1212). Новгородська республіка та Володимиро-Суздальське князівство фактично відокремилися від Русі. У Польщі період роздробленості. На чолі королівства Угорщина стоїть Бела III (до 1196).
На Близькому Сході існують держави хрестоносців: Єрусалимське королівство, Антіохійське князівство, графство Триполі. Сельджуки окупували Персію та Малу Азію, в Єгипті та частині Сирії править династія Аюбідів, у Магрибі панують Альмохади, у Середній Азії правлять Караханіди та Каракитаї. Газневіди втримують частину Індії. У Китаї співіснують держава ханців, де править династія Сун, держава чжурчженів, де править династія Цзінь, та держава тангутів Західна Ся. На півдні Індії домінує Чола. В Японії наближається до кінця період Хей'ан.

## Події

### Київська Русь
- Митрополитом Київським став присланий із Царгорода Никифор ІІ.
- Укладення Кирилом Туровським повчань, урочистих слів, притч, сказань.

### Візантія
- Андронік I Комнін узурпував владу у Візантії, стратив Марію Антіохійську. Олексія II Комніна було короновано імператором, але Андронік проголосив себе його співправителем.
- У Константинополі сплахнули безпорядки, що супродоводжувалися масовими вбивствами латинян.
- Великий жупан Рашки Стефан Неманя, щоб утвердити незалежність від Візантії, уклав союз із Угорщиною.
- Угорський король Бела III взяв в облогу Белград.
- Ісаак Дука Комнін захопив владу на Кіпрі.

### Європа

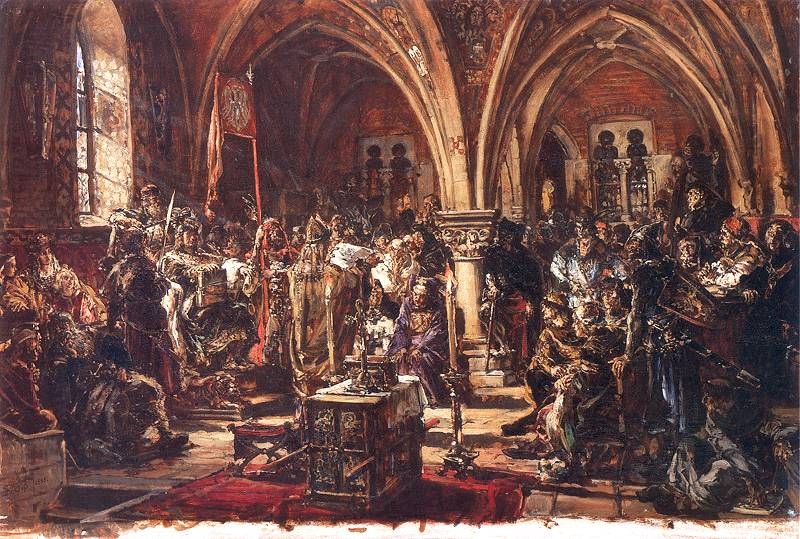
Ян Матейко, «Перший Сейм»

- Відбувся перший сейм (парламент) у Польщі.
- Король Франції Філіп II Август вигнав євреїв з Парижа.
- Кнуд VI став королем Данії.
- П'єра Вальдо, засновника руху вальденсів, відлучено від церкви.

### Близький Схід
- Салах ад-Дін повернувся з Єгипту в Дамаск і відновив війну проти хрестоноців. Він спробував відрізати графство Триполі від Єрусалимського королівства, але Балдуїн IV зумів відбити загрозу.
- Рено де Шатільйон пішов у морський похід у Червоне море, загрожуючи Мецці.
- Маронітська церква повторно приєдналася до католицької.

## Народились
- Олексій IV Ангелос, візантійський імператор.
- Франциск Асізький, засновник ордену францисканців.

## Померли
- Кирило Туровський, руський проповідник і письменник.
- Вальдемар I Великий, король Данії.
- Ярополк Ростиславович, князь.